# Mary-Margaret Humes
Mary-Margaret Humes (Watertown, 4 aprile 1954) è un'attrice e modella statunitense, ex Miss Florida e terza classificata Miss USA 1975.

## Biografia
È stata Miss Florida ed è arrivata terza al concorso di Miss USA.
Fu Burt Reynolds a incoraggiarla a entrare nel mondo del cinema. Dagli studi della 20th Century Fox era visibile un suo cartellone/annuncio sul quale erano riportati una sua foto, il suo nome e numero di telefono. Questo manifesto fu visto da Mel Brooks che le telefonò e le chiese di recitare nel film La pazza storia del mondo.
Ha recitato in molti film per la televisione e anche delle piccole parti in alcuni episodi di telefilm quali A-Team, Riptide, Hazzard, Hunter, Giudice di notte, T.J. Hooker, Matlock e altri.
Il ruolo che l'ha resa maggiormente nota al pubblico è stato quello di Gail Leery nella serie Dawson's Creek, dove interpreta la madre del protagonista.
È sposata dal 27 dicembre 1992 con il musicista Raul A. Bruce.

## Filmografia

### Cinema
- La pazza storia del mondo (History of the World: Part I), regia di Mel Brooks (1981)
- Giustizia bionda (Sworn to Justice), regia di Paul Maslak (1996)
- My First Christmas Tree, regia di Laurie Agard – cortometraggio (2007)
- Broken Windows, regia di Tony Hickman (2008)
- The Portal, regia di Serge Rodnunsky (2010)
- Head Over Spurs in Love, regia di Ana Zins (2011)
- Surviving a Funeral, regia di Neale Hemrajani – cortometraggio (2014)
- Fire City - La fine dei giorni (Fire City: End of Days), regia di Tom Woodruff Jr (2015)
- Chasing Eagle Rock, regia di Erick Avari (2015)
- Christmas Crime Story, regia di Richard Friedman (2016)

### Televisione
- Hazzard (The Duke of Hazzard) – serie TV, episodio 2x21 (1980)
- Supercar (Knight Rider) – serie TV, episodio 1x08 (1982)
- Professione pericolo (The Fall Guy) – serie TV, 3 episodi (1982, 1984, 1985)
- Love Boat (The Love Boat) – serie TV, episodio 6x26 (1983)
- Manimal – serie TV, episodio 1x03 (1983)
- A-Team (The A-Team) – serie TV, episodio 2x11 (1983)
- Riptide – serie TV, episodio 1x05 (1984)
- The Rousters – serie TV, episodio 1x12 (1984)
- Velvet, regia di Richard Lang – film TV (1984)
- Hunter – serie TV, episodio 1x05 (1984)
- Mike Hammer investigatore privato (Mickey Spillane's Mike Hammer) – serie TV, episodio 2x06 (1984)
- Hardcastle & McCormick – serie TV, episodio 2x14 (1985)
- Half Nelson – serie TV, episodio 1x04 (1985)
- Giudice di notte (Night Court) – serie TV, episodio 3x05 (1985)
- T.J. Hooker – serie TV, 2 episodi (1985, 1986)
- Gung Ho – serie TV, episodio 1x02 (1986)
- Cacciatori di ombre (Shadow Chasers) – serie TV, episodio 1x13 (1986)
- Fuorilegge (Outlaws) – serie TV, episodio 1x03 (1987)
- Un anno nella vita (A Year in the Life) – serie TV, episodio 1x15 (1988)
- Nancy, Sonny & Co. (Making a Living) – serie TV, episodio 5x18 (1988)
- Jake & Jason Detectives (Jake and the Fatman) – serie TV, 2 episodi (1990)
- La famiglia Hogan (The Hogan Family) – serie TV, episodio 6x07 (1990)
- Matlock – serie TV, 3 episodi (1990-1992)
- Le inchieste di Padre Dowling (Father Dowling Mysteries) – serie TV, episodio 3x18 (1991)
- Gli acchiappamostri (Eerie, Indiana) – serie TV, 19 episodi (1991-1992)
- Perry Mason: Morte di un dongiovanni (Perry Mason: The Case of the Reckless Romeo), regia di Christian I. Nyby II – film TV (1992)
- Indagini pericolose (Bodies of Evidence) – serie TV, episodio 1x07 (1992)
- Blossom - Le avventure di una teenager (Blossom) – serie TV, episodi 3x16-3x25 (1993)
- I giustizieri della notte (Dark Justice) – serie TV, episodio 3x06 (1993)
- Time Trax – serie TV, episodi 1x17-2x06 (1993-1994)
- Un detective in corsia (Diagnosis: Murder) – serie TV, episodio 1x17 (1994)
- Renegade – serie TV, episodio 3x17 (1995)
- L'ispettore Tibbs (In the Heat of the Night) – serie TV, episodio 8x03 (1995)
- Gramps - Secreto di famiglia (Gramps), regia di Bradford May – film TV (1995)
- Legend – serie TV, episodio 1x06 (1995)
- Charlie Grace – serie TV, episodio 1x05 (1995)
- Mike Land: professione detective (Land's End) – serie TV, 3 episodi (1995)
- Pointman – serie TV, episodio 2x06 (1995)
- Murphy Brown – serie TV, episodi 9x15-9x17 (1997)
- Moloney – serie TV, episodio 1x19 (1997)
- Dawson's Creek – serie TV, 93 episodi (1998-2003)
- Amicizie pericolose (The Stalking of Laurie Show), regia di Norma Bailey – film TV (2000)
- Una bionda su due ruote (Motocrossed), regia di Steve Boyum – film TV (2001)
- Dying to Dance, regia di Mark Haber – film TV (2001)
- Il tocco di un angelo (Touched by an Angel) – serie TV, episodio 9x01 (2002)
- CSI - Scena del crimine (CSI: Crime Scene Investigation) – serie TV, episodio 3x03 (2002)
- The Division – serie TV, episodio 4x19 (2004)
- CSI: NY – serie TV, episodio 3x05 (2006)
- Grey's Anatomy – serie TV, episodio 3x21 (2007)
- Ghost Whisperer - Presenze (Ghost Whisperer) – serie TV, episodio 3x07 (2007)
- Criminal Minds – serie TV, episodio 3x18 (2008)
- Saving Grace – serie TV, episodio 2x01 (2008)
- The Republic, regia di Ken Penders – film TV (2010)
- Papà per due (Dad's Home), regia di Bradford May – film TV (2010)
- The Protector – serie TV, episodio 1x08 (2011)
- Luck – serie TV, episodio 1x02 (2012)
- Un magico Cupido (Matchmaker Santa), regia di David S. Cass Sr. – film TV (2012)
- Una ragazza quasi perfetta (The Girl He Met Online), regia di Curtis Crawford – film TV (2014)
- Aria di primavera (Home by Spring), regia di Dwight H. Little – film TV (2018)
- Christmas in Love - Innamorarsi a Natale (Christmas in Love), regia di Don McBrearty – film TV (2018)
- Winter Love Story, regia di  T.W. Peacocke – film TV (2019)
- Sentirsi a casa (A Feeling of Home), regia di Richard Gabai – film TV (2019)
- A Valentine’s Match, regia di Christie Will Wolf – film TV (2020)
- The Rookie – serie TV, episodio 4x09 (2021)
- Two Tickets to Paradise, regia di Dustin Rikert – film TV (2022)
- A Christmas to Treasure, regia di Jake Helgren – film TV (2022)
- A Cowboy Christmas Romance, regia di Jake Helgren – film TV (2023)

## Doppiatrici italiane
Nelle versioni in italiano delle opere in cui ha recitato, Mary-Margaret Humes è stata doppiata da:
- Antonella Rinaldi in Dawson's Creek
- Anna Rita Pasanisi in CSI - Scena del crimine
- Cristina Boraschi in CSI: NY
- Cristiana Lionello in Ghost Whisperer - Presenze
- Franca D'Amato in Criminal Minds
- Emilia Costa in Una ragazza quasi perfetta
- Laura Boccanera in Scrivi sempre con il cuore
- Francesca Vettori in The Rookie